# 820.
820. je tretje desetletje v 9. stoletju med letoma 820 in 829. 